# جيمس ماكمولان
جيمس ماكمولان هو مصمم ملصقات ‏ صيني، ولد في 1 يونيو 1934 في تشينغداو في الصين.

## وصلات خارجية
- جيمس ماكمولان على موقع قاعدة بيانات برودواي على الإنترنت (الإنجليزية)
- جيمس ماكمولان على موقع قاعدة بيانات برودواي على الإنترنت (الإنجليزية)
- جيمس ماكمولان على موقع ديسكوغز (الإنجليزية)